# Władysław Kowalski (marszałek Sejmu)

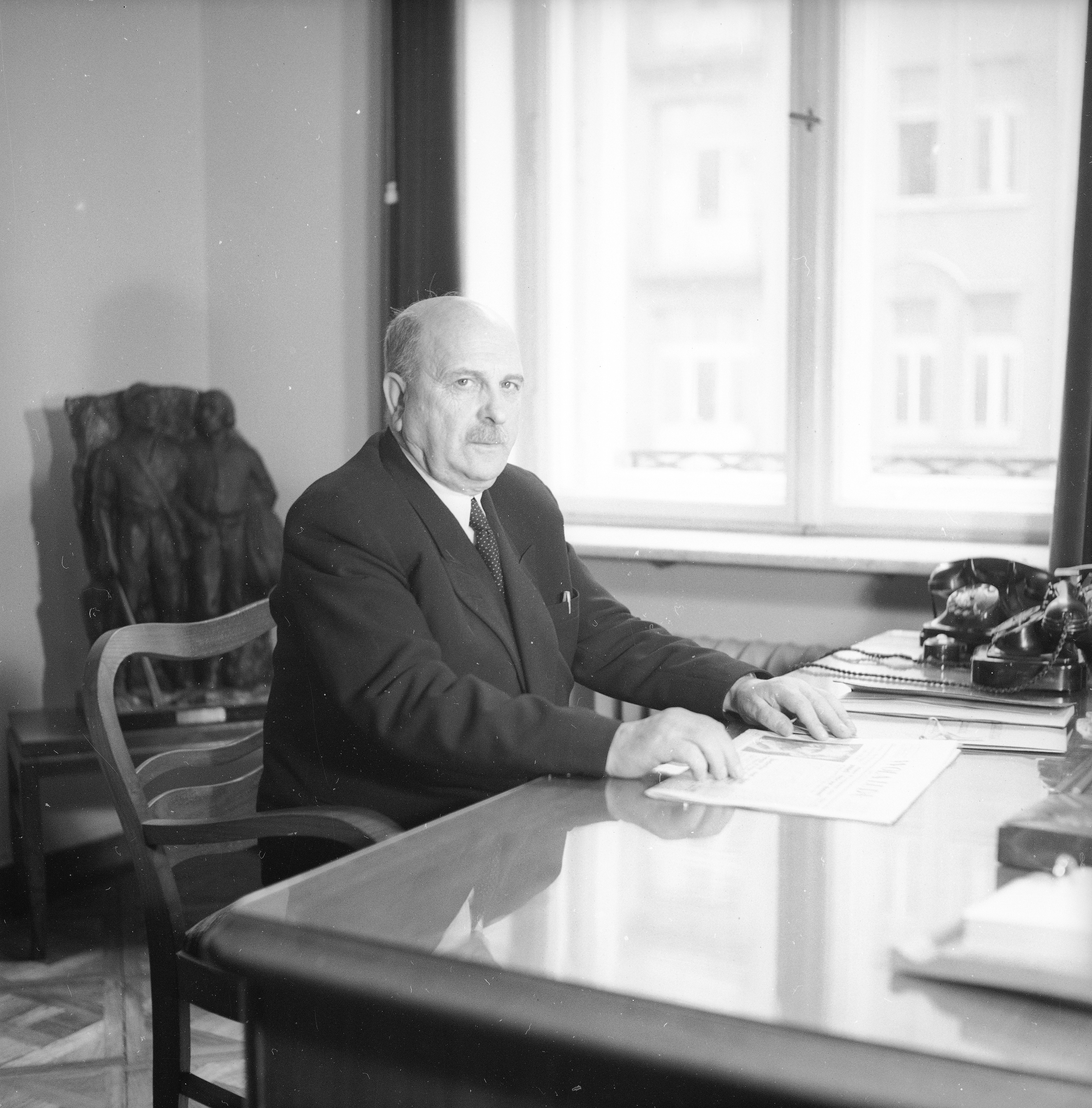
Władysław Kowalski, marszałek Sejmu. Zdjęcie z lat 1949–1950

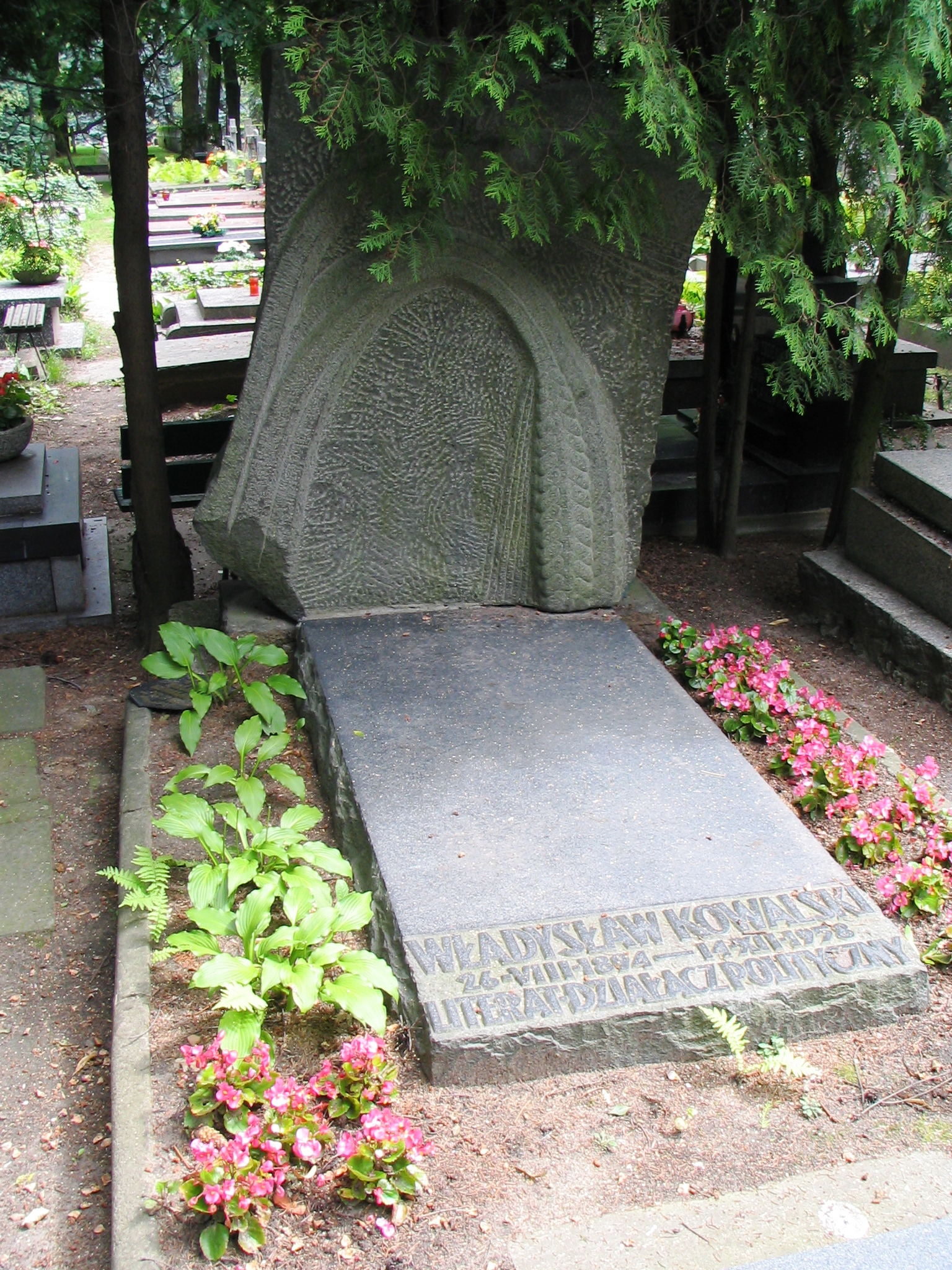
Grób Władysława Kowalskiego na Cmentarzu Wojskowym na Powązkach w Warszawie

Władysław Kowalski, ps. „Sałas”, „Bartłomiej Zarychta”, „Stanisławski” (ur. 26 sierpnia 1894 w Paprotni, zm. 14 grudnia 1958 w Warszawie) – polski publicysta i literat, działacz ruchu ludowego, marszałek Sejmu Ustawodawczego, minister kultury i sztuki (1945–1947), poseł do Krajowej Rady Narodowej, na Sejm Ustawodawczy oraz Sejm PRL I kadencji przewodniczący Rady Naczelnej Towarzystwa Przyjaźni Polsko-Radzieckiej w 1951 roku. Sprawiedliwy wśród Narodów Świata.

## Życiorys
Syn fornala, uzyskał wykształcenie podstawowe (3 klasy), które uzupełniał jako samouk. Wieloletni działacz partii ludowych, należał kolejno do: Polskiego Stronnictwa Ludowego „Wyzwolenie” (od 1918), Niezależnej Partii Chłopskiej (1925–1927), Zjednoczenia Lewicy Chłopskiej „Samopomoc” (1927–1931), Stronnictwa Ludowego „Wola Ludu” (1944), Stronnictwa Ludowego (lubelskiego) (od 1945), Zjednoczonego Stronnictwa Ludowego (od 1949). Był także członkiem Komunistycznej Partii Polski (od 1928) i Polskiej Partii Robotniczej (od 1942).
Należał do kierownictwa części z tych partii – w latach 1926–1927 członek Komitetu Centralnego Niezależnej Partii Chłopskiej; w latach 1944–1945 wiceprezes Zarządu Głównego SL „Wola Ludu”; w latach 1945–1949 członek Rady Naczelnej i Naczelnego Komitetu Wykonawczego SL; w 1945 wiceprezes NKW SL; w latach 1948–1949 prezes Rady Naczelnej SL; od 1949 członek Naczelnego Komitetu Wykonawczego ZSL; a w latach 1949–1956 członek Prezydium i prezes NKW ZSL.
Podczas I wojny światowej służył w armii rosyjskiej, następnie w Legionie Puławskim. W II Rzeczypospolitej działał jako publicysta i literat, był bliski radykalnym nurtom chłopskim. Uczestnik ruchu konspiracyjnego w okresie II wojny światowej. Józef Światło stwierdził, że Władysław Kowalski wiele lat był członkiem KPP, a później tajnym członkiem PPR. W grudniu 1943 był współtwórcą Krajowej Rady Narodowej, w latach 1944–1945 członkiem Prezydium KRN, w 1945 I zastępcą prezydenta KRN. W latach 1945–1947 minister kultury i sztuki, w latach 1947–1952 marszałek Sejmu Ustawodawczego, a w latach 1947–1956 członek Rady Państwa.
Można doszukiwać się sprawowania zastępczo urzędu prezydenta przez Władysława Kowalskiego 4–5 lutego 1947 – od momentu wybory na funkcję Marszałka Sejmu Ustawodawczego, do zaprzysiężenia Bolesława Bieruta na urząd Prezydenta RP. Art. 2 ustawy z dnia 11 września 1944 r. o kompetencji Przewodniczącego Krajowej Rady Narodowej stanowił, że wobec opróżnienia urzędu Prezydenta Rzeczypospolitej Polskiej, zastępuje go Przewodniczący Krajowej Rady Narodowej. Jednak zgodnie z art. 5 tej ustawy, wygasała ona automatycznie z chwilą ukonstytuowania się ciał parlamentarnych wybranych na zasadzie powszechnych wyborów. W mocy pozostawał więc art. 40 ustawy z dnia 17 marca 1921 r. – Konstytucja Rzeczypospolitej Polskiej (obowiązującej zgodnie z Manifestem PKWN), w myśl którego jeżeli Prezydent Rzeczypospolitej nie może sprawować urzędu, oraz w razie opróżnienia urzędu Prezydenta Rzeczypospolitej wskutek śmierci, zrzeczenia się lub innej przyczyny – zastępuje go Marszałek Sejmu.
W latach 1943–1956 poseł do KRN, na Sejm Ustawodawczy oraz Sejm PRL I kadencji, w latach 1945–1947 przewodniczący Klubu Poselskiego SL w KRN. Był również trzecim zastępcą przewodniczącego Komitetu Słowiańskiego w Polsce. W listopadzie 1949 został członkiem Ogólnokrajowego Komitetu Obchodu 70-lecia urodzin Józefa Stalina.
Pierwsze felietony, opowiadania i wiersze publikował w tygodniku „Samopomoc Chłopska”, którego był redaktorem w latach 1928–1931. W 1933 był współzałożycielem zespołu literackiego „Przedmieście”.
W 1945 za twórczość powieściową otrzymał nagrodę Ministra Kultury i Sztuki.
W latach 1946–1947 był redaktorem naczelnym „Zielonego Sztandaru”.
Jego żoną była Halina z Lityńskich (1905–1999), córka Alfreda, nauczycielka szkół warszawskich.
Zmarł śmiercią samobójczą. Został pochowany na cmentarzu Wojskowym na Powązkach w Warszawie (kwatera A27-Tuje-10).
27 lipca 1995 r. Władysław Kowalski (pośmiertnie) i jego żona, Halina, zostali odznaczeni tytułem Sprawiedliwy wśród Narodów Świata za ratowanie żydowskich dziewcząt z warszawskiego getta.

## Wybrane utwory

### Powieści
- Chłopi z Marchat (1930)
- W Grzmiącej (1936)
- Rodzina Mianowskich (1938)

### Opowiadania
- Dalekie i bliskie (1948)
- Bunt w Starym Łęku (1951)
- Bestia (1951)
- Wino (1966)

Ukazał się także jego Wybór pism publicystycznych (1967).

## Ordery i odznaczenia
- Wielka Wstęga Orderu Odrodzenia Polski (21 lipca 1949)[14]
- Krzyż Komandorski z Gwiazdą Orderu Odrodzenia Polski (19 lipca 1946)[15]
- Order Sztandaru Pracy
- Krzyż Partyzancki (12 czerwca 1946)[16]
- Medal za Warszawę 1939–1945 (17 stycznia 1946)[17]
- Medal 10-lecia Polski Ludowej (19 stycznia 1955)[18]
- Medal Sprawiedliwy wśród Narodów Świata (pośmiertnie, 27 lipca 1995)[19][20]
- Order Zasługi dla Ludu ze Złotą Gwiazdą (Jugosławia, 1946)[21]